# 大阪歴史学会
大阪歴史学会（おおさかれきしがっかい、英語: Osaka Historical Association）は、日本の学術研究団体の一つ。

## 概要
1948年1月1日設立。学術研究団体としての種別は単独学会。
史学を学術研究領域とし、会員相互の研究の便宜をはかるとともに、史学の普及発展に資することを目的としている。
国内においては日本歴史学協会に加入している。事務局は関西学院大学文学部内に置かれている。

## 沿革
- 1948年 - 大阪歴史談話会発足。
- 1949年 - 大阪歴史学会改称。

## 刊行物

### ヒストリア
- 誌名（和文）：ヒストリア
- 誌名（欧文）：Historia
- 創刊年：1951
- 資料種別：ジャーナル（査読付き論文を含む）
- 使用言語：日本語のみ
- 発行形態：印刷体
- 著作権帰属先：学会
- クリエイティブコモンズ：-
- 購読：有料